# Radošinka
Die Radošinka ist ein 31,9 Kilometer langer Zufluss der Nitra im Westen der Slowakei. Sie fließt der Donau über die Waag zu. Ihr Einzugsgebiet wird mit 384,7 km² angegeben.
Die Radošinka entspringt in den südlichen Ausläufern des Považský Inovec in einer Höhe von rund 370 m unterhalb des Bergs Zlatý vrch (480 m) und fließt durch den Okres Topoľčany und den Okres Nitra in südlicher Richtung über Veľké Ripňany bis zu ihrer Mündung in die Nitra bei Lužianky im Norden der Stadt Nitra in einer Höhe von rund 141,6 m. Die Schüttung an der Mündung beträgt rund 1,05 m³/s. In seinem Mittellauf durchfließt das Gewässer einen kleinen Stausee bei Malé Zálužie.